# Приключения Гаррета
Приключе́ния Га́ррета (в оригинале — Garret P.I., с англ. — «Частный детектив Гаррет») — серия книг Глена Кука о частном детективе Гаррете. Также известна как «металлический цикл». Серия писалась с 1987 по 2013 годы. Романы написаны в стиле нуар, содержат элементы приключений и детектива, а также множество основанного на диалоге юмора.

## Характерные особенности
В отличие от большинства фэнтези-серий, «Приключения Гаррета» уделяют в первую очередь внимание детективным аспектам, а фантастическим и магическим — уже в меньшей степени. Повествование ведётся от лица Гаррета, что по мнению Антона Чернова «помогает сжиться с его образом». Для серии характерно быстрое развитие сюжета и краткий, но ёмкий язык автора. По жанру и стилю книги о Гаррете можно сравнить с классическими работами в жанре «крутого» детектива, авторами которых являются Эрл Стенли Гарднер, Раймонд Чандлер и Рекс Стаут. Сам Кук также говорит о влиянии Дэшила Хэммета и Ричарда Пратера. Изначально (в 1980 году) Кук задумывал книги о Гаррете как классический американский детектив, однако его агент отговорил его от работы в данном жанре, считая, что для него нет места на рынке. Спустя несколько лет Кук всё же решил начать работу над детективными историями — но в фентезийном антураже.
Главные герои цикла — сам Гаррет и Покойник — являются пародией на персонажей Стаута — Арчи Гудвина и Ниро Вульфа, хотя Гаррет и отличается заметно большей самостоятельностью. Названия книг, упоминающие различные металлы, являются отсылкой к детективным романам Джона Макдональда, в названии которых фигурировали цвета. Кроме того, четвёртая книга серии («Седая оловянная печаль») имеет значительное сходство с «Вечным сном» Раймонда Чандлера.
Практически все книги цикла строятся по одной схеме: к Гаррету приходит клиент, поручающий ему решение проблемы. В ходе расследования детектив сталкивается с новыми опасными тайнами, которые оказываются связанными с исходной проблемой. В конце совместными усилиями сыщик и его друзья распутывают клубок, восстанавливая мир и порядок.

## Место действия
Приключения Гаррета происходят в оригинальном фэнтези-мире, по большей части, в родном для него городе — Танфере (TunFaire), который находится в королевстве Карента (Karenta). Описываемые королевства населены эльфами, вампирами, кентаврами, троллями, богами, волшебниками, колдунами и многими другими существами. Правящей и полноправной расой в Каренте являются люди. Полноценно раскрытыми являются лишь те детали мира, которые имеют отношение к повествованию в книгах.
Действие большинства книг серии полностью проходит в Танфере и его ближайших окрестностях. Исключения — «Сладкозвучный серебряный блюз», в котором герои путешествуют в соседнее королевство Кантард (Cantard), с которым воюет Карента, а также «Седая оловянная печаль», в котором всё действие сосредотачивается в загородном поместье.
Прообразом Танфера является Сент-Луис, где живёт автор книг. По словам автора, при работе над книгами он держит в голове уменьшенную примерно наполовину карту Сент-Луиса с основными дорогами и районами, однако не стремится дотошно её придерживаться. Некоторые локации в книгах можно сопоставить с определёнными местами в Сент-Луисе.
Танфер состоит из нескольких районов. Местом жительства аристократии и волшебников является Холм. Особенность магии этого мира заключается в том, что при творении заклинаний приходится тратить серебро, таким образом вся политика сильных мира заключается в интригах и борьбе за источники пополнения казны серебром. Залежи серебра являются причиной войны с Кантардом. Магия делится на стихии: воздуха, огня, земли и воды. Гаррет не любит вмешиваться в дела «сильных мира сего», однако его расследования часто приводят именно на Холм, где за фасадом аристократических особняков творятся тёмные дела.
У подножья Холма располагаются кварталы, в которых живёт торговая и промышленная элита — например, кланы пивовара Вейдер и сапожника Тейта.
Центром религиозной жизни города является Улица Тысячи Храмов: за место на этой улице религиозные культы и их пантеоны ведут борьбу. Район играет заметную роль в сюжет «Холодных медных слёз» и «Жалких свинцовых божков»: во второй из этих книг Гаррет оказывается втянут в борьбу между пантеонами богов за место на улице.
Дальше от центра находятся более бедные кварталы, переходящие в трущобы. Самым нереспектабельным районом города является Дно, где проживают наиболее бедные граждане. Представители нечеловеческих рас живут анклавами: Город гоблинов, Карлик-форт и другие. Появляться там для человека зачастую небезопасно, и если расследование приводит туда Гаррета, обычно это создаёт для него серьёзные проблемы.
За пределами города находятся усадьбы фермеров и поместья аристократов. Гаррет посещает их лишь эпизодически. Мир за пределами Танфера в книгах практически не описан.

## Книги
1. «Сладкозвучный серебряный блюз[англ.]» (1987)
2. «Золотые сердца с червоточинкой[англ.]» (1988)
3. «Холодные медные слёзы[англ.]» (1988)
4. «Седая оловянная печаль[англ.]» (1989)
5. «Зловещие латунные тени[англ.]» (1990)
6. «Ночи кровавого железа[англ.]» (1991)
7. «Смертельная ртутная ложь[англ.]» (1994)
8. «Жалкие свинцовые божки[англ.]» (1995)
9. «Жар сумрачной стали[англ.]» (1999)
10. «Злобные чугунные небеса[англ.]» (2002)
11. «Шепчущие никелевые идолы[англ.]» (2005)
12. «Жестокие цинковые мелодии[англ.]» (2008)
13. «Золочёные латунные кости[англ.]» (2010)
14. «Теневые воры» (Shadow Thieves, рассказ, 2011)
15. «Коварное бронзовое тщеславие»[2] (Wicked Bronze Ambition, 2013)

На русском языке книги издавались несколькими издательствами и в разных переводах, в результате чего имена персонажей и мест действия могут отличаться от книги к книге.

## Основные персонажи
Антон Чертов отмечает, что персонажи цикла, как и в других книгах Кука, являются одной из главных удач писателя. В то же время, он указывает, что персонажи не меняются и не развиваются от книги к книге, лишь некоторые черты их характеров уточняются писателем. Как пишет критик, хотя эта особенность является характерной для многих детективных серий, читатель может устать от неё со временем. Персонажи получили заметное развитие в последних книгах цикла.
Многие имена персонажей взяты со знаков на съездах с автомагистралей между штатами США.

### Гаррет (Garrett)
Гаррет — частный детектив, главный герой серии «Приключения Гаррета». Гаррет также известен как бывший морской пехотинец, ещё не растерявший сноровку. Он описывается как красавец, 6 футов и 2 дюйма ростом, с рыжими волосами и голубыми глазами. Ему около 30 лет и он в хорошей физической форме. Гаррет любит пиво, не любит вино и лошадей. Особенностью его характера является циничность, зачастую напускная.
Гаррет полностью отслужил свои пять лет в морской пехоте до увольнения, после чего, перепробовав разные занятия,  стал частным детективом. Постоянно Гаррет работает только на Макса Вейдера, искореняя коррупцию в Пивоварне Вейдера. В конце романа «Злобные чугунные небеса» Гаррет начинает получать постоянный доход после сделки с семействами Тейт и Вейдеров.
Любимая еда Гаррета — пиво, любимый цвет волос — рыжий. Хотя, как известно, он любит также блондинок и брюнеток. Несмотря на его протесты, он вполне дамский угодник, соперничая в этом лишь с Морли Дотсом. Гаррет часто называет себя рыцарем в скрипучих, ржавых доспехах, а это означает, что он всегда стремится спасти попавших в беду девиц. Его совесть и чувство справедливости по отношению к другим часто делает его расследования более трудными, поскольку он старается никого не убивать, даже если это действительно плохие люди.
Несмотря на то, что Гаррет чаще всего показан в шляпе и длинном пальто на обложках книг данной серии, в романах он не одевается в таком анахроничном стиле, и очень редко вспоминает о необходимости надеть шляпу, даже когда идёт дождь.
Гаррет живёт в доме, который он делит с Покойником (Dead Man). Дом был приобретен в конце романа «Сладкозвучный серебряный блюз».
В последней книге "Коварное бронзовое тщеславие" мы узнаем его имя - Чайлд.

### Друзья и союзники Гаррета

#### Морли Дотс (Morley Dotes)
Морли — тёмный эльф-полукровка, а также убийца и предприниматель, который имеет свой собственный вегетарианский бар-ресторан. Ресторан первоначально назывался «Домиком радости» («The Joy House»), но позднее был переименован в «Пальмы» («The Palms»). Морли имеет репутацию лучшего уличного бойца Танфера, и он никогда не страдает чувством вины, в отличие от Гаррета. Он тщеславен и любит объяснять свои прекрасные физические кондиции тем, что он вегетарианец и ведёт здоровый образ жизни. Также Морли постоянно гоняется за женщинами, которые чаще всего оказываются замужем. Со своим очарованием и экзотической внешностью, он обычно получает их (и порцию неприятностей), но всегда утверждает, что Гаррету намного легче привлекать молодых дам, чем ему.
Морли любит подчеркивать то, что убийства не беспокоят его, в отличие от Гаррета. В нескольких романах, эта разница выделена не так сильно, чтобы не только поносить Морли, но и разоблачить такие же методы у Гаррета.
Морли и Гаррет, несмотря на их различия, являются лучшими друзьями. В течение всей серии мы видим, как их дружба постоянно растёт, — хотя они и признают это с неохотой. Однажды Морли признается, что за всю жизнь не принял только одно «заказное дело» — в тот раз ему надо было «убрать» Гаррета. По мере взросления Морли, он постепенно берёт на себя всё более важную роль в управлении своим рестораном — и всё меньшую в преступном мире, хотя он всегда рад принять участие в приключениях Гаррета.
Морли впервые появляется в романе «Сладкозвучный серебряный блюз».

#### Плоскомордый Тарп (Saucerhead Tharpe)
Имя данное Тарпу при рождении — Вальдо (Уолдо). Профессионально занимается наездами и охраной. Его обычная работа — это нечто среднее между деятельностью его друзей Гаррета и Морли, он колотит людей за деньги, но не принимает заказы на убийства. Он немного туг на голову, но обладает высшей степенью порядочности и дорожит репутацией. Если он принял деньги за заказ, то обязательно проследит, чтобы заказ был исполнен, ну или, на крайний случай, умрёт не отступив.
С виду Тарп необыкновенно большой и безобразный человечище. Он гораздо выше Гаррета и невероятно силён. Казалось бы, что такие габариты намекают на примесь кровей гигантов или огров среди его предков, однако сам Тарп даёт заверение, что в его роду были одни только люди.
Как ни странно, Тарп предпочитает встречаться с крошечными и очень сварливыми женщинами. В поздних эпизодах серии влюбляется в знакомую Гаррета — Торнаду.
Плоскомордый впервые появляется в книге «Сладкозвучный серебряный блюз».

#### Покойник (The Dead Man)
Покойник — представитель уникальной расы логхиров. Живых логхиров уже давно никто не видел, а мёртвых во всех книгах серии встречается всего два, включая Покойника. Его убили за 400 лет до знакомства с Гарретом (в одной из книг говорится, что всего Покойнику 1200 лет), однако его духовная субстанция продолжает пребывать в теле, он только утратил физическую подвижность. Обладает сверхъестественными способностями — может читать мысли, гипнотизировать, передвигать значительные предметы силой разума (телекинез) и т. д. Ярый женоненавистник, лентяй, периодически впадает в спячку на несколько недель и даже месяцев (иногда такая спячка продолжается большую часть действия книги). Часто помогает Гаррету находить решение сложных задач и подсказывает наиболее эффективный способ решения. Любимое развлечение — предсказывать действия Слави Дуралейника (Glory Mooncalled), а также — политические и военные события в Кантарде.
Образ Покойника является явной отсылкой к Ниро Вульфу — гениальному детективу, никогда не выходящему из дома. Однако если в романах о Ниро Вульфе Арчи Гудвин лишь выполняет вспомогательную роль, никогда не раскрывая дело самостоятельно, то Гаррет способен справиться со многими проблемами без помощи Покойника.

#### Дин (Dean)
Дин Крич — дворецкий Гаррета, следит за чистотой в доме и готовит еду. Он — умудрённый опытом и заботами добрый старикан в возрасте далеко за 70. Всегда остаётся приглядывать за домом, когда Гаррет надолго отлучается. В ранних книгах мечтал выдать одну из своих молодых родственниц замуж за Гаррета, однако впоследствии отказался от этой идеи.
Побаивается убирать в комнате Покойника, но относится к тому с большим почтением, хотя иногда кажется, что ему было бы спокойнее, если бы в доме не было настолько невероятных жильцов. Дин обычно критикует всех женщин, которые приходят к Гаррету, кто бы они ни были — подруги или клиентки. Отчасти потому, что это постоянно сочетается в одной и той же очередной гостье, и разобраться бывает сложно. А Дин, похоже, довольно консервативен. С другой стороны, женщин не любит и Покойник — и Дин побаивается его плохого расположения духа. Только к двум посетительницам Дин относится хорошо: к Тинни и Майе, которых он просто обожает.
Поведение Дина по отношению к Гаррету похоже на поведение суровой, но любящей матери или даже жены. Он чистит, убирает, готовит, но ещё и ворчит и язвит по поводу того, как Гаррет ведёт свои дела или, наоборот, слишком много бездельничает, о том как Гаррет питается, с кем встречается, или о том, как долго он залёживается в постели по утрам.
Впервые Дин Крич появляется во втором романе («Золотые сердца с червоточинкой») после переселения в новый дом.

#### Плеймет (Playmate)
Высокий чернокожий человек, немного за 2 метра роста. Гаррет в шутку часто зовет его трехметровым. Несмотря на его грозный вид, он в жизни и мухи обидеть не способен. Владеет конюшнями, расположенными неподалёку от дома Гаррета. Часто сдает в аренду лошадей или повозки детективу, когда тому необходимо. Гаррет говорит, что Плеймет по складу характера мог бы стать отличным проповедником какой-нибудь благодати. Но Плеймет слишком предан своей конюшне для того, чтобы куда-то отлучаться. В последних книгах серии проявляется его неизличимая болезнь, с которой Гаррет пытается бороться.
Впервые появляется в романе «Сладкозвучный серебряный блюз».

#### Торнада (Winger)
Чересчур амбициозная девушка, относительно недавно появившаяся в Танфере. Блондинка под два метра ростом, несомненно весьма привлекательна, однако её рост, физическая сила и манеры отпугивают от неё многих мужчин. Как боец немногим уступает Морли Дотсу и Плоскомордому Тарпу. Род деятельности весьма разнообразен. Пытается заниматься частным сыском, однако, чаще ей доверяют только незначительные поручения. При этом нередко пытается во всем вести собственную игру, впрочем, обычно без успеха. Иногда подрабатывает телохранителем. Часто ввязывается в свары из-за отсутствия элементарного чувства самосохранения и смекалки. Простодушная и прямая как шланг.

#### Пулар Синдж; Пулар Паленая (Pular Singe)
Крысюк женского пола, обладающая даром «нюхача», благодаря которому помогает Гаретту в некоторых его расследованиях. Первоначально представляет собой типичного представителя своего семейства: пугливого и крайне застенчивого, но впоследствии становится все более целеустремленной и даже решается обмануть Гаррета в одном из дел, впрочем, потом исправляется и остается с ним в хороших отношениях. Как и все девушки, испытает к Гаррету влечение, но боится это показать. Впервые появляется в «Жар сумрачной стали». Впоследствии становится ещё одним партнёром Гаррета.

### Девушки Гаррета
Гаррет описывается как крайне привлекательный для женского пола, для него характерны влюбчивость и романтичность. В разных книгах серии он вступает в разной степени серьёзности и продолжительности близкие отношения со многими женскими персонажами, включая его относительно постоянную девушку Тинни Тейт, Майю Стамп, Белинду Контагью, Торнаду и других.

#### Тинни Тейт (Tinnie Tate)
Тинни Тейт — близкая подруга Гаррета, отношения с которой то резко обрываются, то вновь разгораются после небольшого перерыва. Ей около двадцати пяти, она невысокая огненногривая красотка с такими формами и такой фигурой, за которые мужчины дерутся насмерть. Она живёт в поместье Тейтов вместе со своей кузиной Розой, дядей Уиллардом и всеми остальными многочисленными низкорослыми родственниками. Её отношения с Гарретом запутаны из-за разнузданного и неопределённого образа жизни частного сыщика.
В XII эпизоде «Жестокие цинковых мелодии» Гаррет представляет Тинни как свою невесту, не обсудив это заранее (хотя в основном для того, чтобы уберечь её от жестких недоразумений с привлекательной волшебницей с Холма, которая было начала проявлять свою приязнь к Гаррету). Она обратила внимание Гаррета на эту ситуацию, но они так и не разобрались в данном вопросе, до конца книги избегая беседы.
Далее, в XIII эпизоде «Золочёные латунные кости» Гаррет и Тинни окончательно ставят все точки над i. Покойник хочет помочь рыжеволосой подавить свою нарастающую манию к Гаррету с помощью "сглаживания" её психики на острых углах. Но Тинни уходит, а Гаррет не пытается её вернуть.
Тинни Тейт впервые появляется в первой книге — «Сладкозвучный серебряный блюз».

#### Страфа Альгарда (Strafa Algarda)
Также известна как Ходящая по ветру, Яростный Прилив Света. Первая девушка-волшебница, в которую Гаррет влюбляется целиком и полностью, разорвав отношения с Тинни. Впервые появляется в «Жестоких цинковых мелодиях», во время действия «Коварного бронзового тщеславия» состоит в браке с Гарреттом.

### Преступный мир и закон

#### Чодо Контагью (Chodo Contague)
Крёстный отец Организации, преступного синдиката Танфера. Взошёл к вершине преступного мира после ликвидации предыдущего Главы Организации, которую подготовил и провернул Морли Дотс с участием Гаррета. Вследствие этого считает себя должником Гаррета и оказывает ему содействие (хотя Гаррет этому зачастую не очень рад).
Несмотря на то, что ему за шестьдесят и он прикован к инвалидной коляске, он играет очень и очень заметную роль. Приписываемая ему жестокость такова, что его подручные цепные псы убийцы-профессионалы на таком фоне кажутся домашними болонками. Вне сомнения, один из самых могущественных людей города. Как у Дона Мафии, у Чодо свои понятия о долге, чести и уважении — так что, с уверенностью можно предполагать: хорошее расположение к Гаррету закончится сразу, как только их цели пересекутся.
В конце эпизода «Зловещие латунные тени» Чодо переносит приступ, который повергает его в вегетативное состояние, но к концу книги «Шепчущие никелевые идолы» начинает возвращаться в сознание.
Впервые Чодо Контагью появляется во второй книге «Золотые сердца с червоточиной».

#### Краск и Садлер (Crask and Sadler)
Краск и Садлер — профессиональные наемные убийцы. Они выросли в трущобах, в ужасной нищете, отслужили в Кантарде и поступили на службу к королю преступного мира Чодо Контагью. Безоглядно выполняя любые задания Чодо, они лелеяли мечту после смерти инвалида взять организацию преступников в свои руки. Им это почти удалось в книге «Зловещие латунные тени», однако дочь Чодо — Белинда сумела хитростью сместить Краска и Садлера и выжить их из Танфера.
В книге «Жар сумрачной стали» Краск и Садлер похитили Белинду и попытались её убить, однако Гаррет выследил их с помощью Пулар Синдж и упрятал за решетку. Им удалось бежать, после чего они были убиты.
Впервые Краск и Садлер появились в романе «Золотые сердца с червоточиной».

#### Белинда Контагью (Belinda Contague)
Дочка небезызвестного короля преступного мира Чодо. Умна, чертовски красива и обаятельна, хитра. При этом, согласно характеристике самого Гаррета:
«У этой милой девицы мировоззрение самки каракурта».
Папашины корни сделали своё дело, поэтому с этой девочкой лучше не играть. После того как Чодо отошёл от дел, и борьба с Краском и Садлером была выиграна ею, она стала возглавлять Синдикат.
Имеет сестру - Пенни Мрак/Кошмарка., которую Гаррет как бы "удочеряет".

#### Уестман Блок; Вестман Туп (Westman Block)
Капитан Танферской Стражи (позже полковник, ещё позже - генерал), принципиален, ответственен. В целом уверенно справляется со своими обязанностями, но особым умом не блещет, в силу чего в сложных ситуациях прибегает к помощи Гаррета.

#### Дил Релвей; Дил Шустер (Deal Relway)
Начальник тайной полиции Танфера.  С точки зрения внешности, по мнению Гаррета, полный урод, так как в его крови смешалось сразу несколько рас, но это не мешает Релвею демонстрировать профессиональные умения и стать довольно значимой личностью в городе. С Гарретом познакомился ещё до момента вступления в должность, в те времена, когда тайная полиция только зарождалась, а сам Гаррет помогал Вестману Тупу расследовать дело о серийном маньяке («Ночи кровавого железа»). Впоследствии активно участвовал в ещё нескольких книгах и даже помогал самому Гаррету в его расследованиях.

## Оценки
По мнению Антона Чертова («Мир фантастики») первые книги сериала выдержаны на достаточно высоком уровне, однако с 7-8 книги появляются заметные недостатки: самоповторы, лишние эпизоды, затянутость и надуманность действия. Аналогичное мнение в том же журнале высказывает Борис Невский, отмечающий, что первые шесть романов, вышедших с 1987 по 1991 год, оказались востребованными в коммерческом отношении, и сочетали напряжённую детективную интригу с яркими фентезийными декорациями, циничным юмором и размышлениями на серьёзные темы. Для более поздних книг, согласно Невскому, характерны самоповторы и «натужное зубоскальство».